# Gelis minimus
Gelis minimus är en stekelart som först beskrevs av Walsh 1861.  Gelis minimus ingår i släktet Gelis och familjen brokparasitsteklar. Inga underarter finns listade i Catalogue of Life.